# 디딜방아

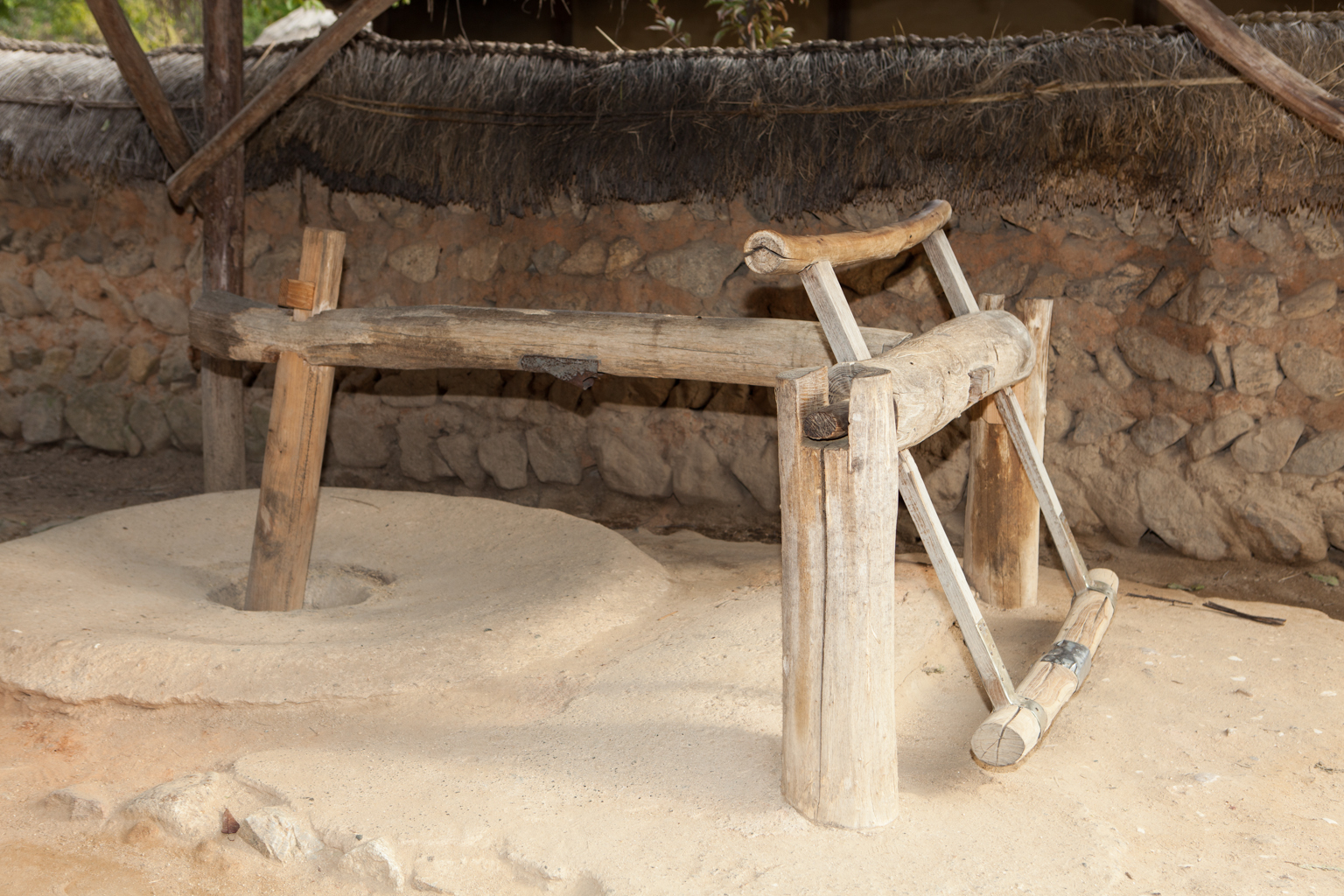
디딜방아

디딜방아(문화어: 발방아)는 발로 디디어 곡식을 찧거나 빻게 된 방아이다. 굵은 나무 한 끝에 공이를 박고, 다른 한 끝에 두 갈래가 나게 하여 그 곳을 발로 디디게 하였다. 공이가 닿는 아래에는 방아확을 파 놓았다.
디딜방아는 지방에 따라 딸각방아, 발방아, 돈방아라 했고 외다리방아의 경우는 디염[욤]방아라 했다. 그리고 옛날에는 방아 또는 방하라 했으며, 한문으로는 대(碓), 망대(䃃碓)라고 썼다.

## 참고 자료
- 이 문서에는 다음커뮤니케이션(현 카카오)에서 GFDL 또는 CC-SA 라이선스로 배포한 글로벌 세계대백과사전의 내용을 기초로 작성된 글이 포함되어 있습니다.

1. ↑  “한국향토문화전자대전”. 2020년 6월 9일에 원본 문서에서 보존된 문서. 2020년 2월 5일에 확인함.